# ديفيد ديلون
ديفيد ديلون (بالإنجليزية: David Dillon)‏ هو كبير الإداريين التنفيذيين أمريكي، ولد في 30 مارس 1951 في هتشنسون في الولايات المتحدة.

## وصلات خارجية
- ديفيد ديلون على موقع إن إن دي بي (الإنجليزية)